# Vespa bipustulata
Vespa bipustulata är en getingart som beskrevs av Charles Joseph de Villers 1789. Vespa bipustulata ingår i släktet bålgetingar, och familjen getingar. Inga underarter finns listade i Catalogue of Life.